# Operazione Brassard
Operazione Brassard fu il nome in codice dato dagli Alleati all'operazione volta all'occupazione dell'isola d'Elba, nell'ambito della più ampia Campagna d'Italia. Inizialmente programmata per il 25 maggio 1944, come evento collaterale dell'Operazione Diadem sul fronte di Anzio, che aveva come scopo lo sblocco del fronte principale ancora fermo a Cassino, l'azione fu rimandata al 17 giugno a causa della penuria nei mezzi di trasporto e nell'addestramento dei reparti assegnati.
Lo sbarco e l'occupazione dell'isola furono affidati ad un contingente di forze francesi, comandate dal generale Jean de Lattre de Tassigny, comprendente anche un nutrito contingente di truppe provenienti dal Senegal e dalle colonie del Nordafrica, trasportato sull'obiettivo da una squadra navale britannica e statunitense. La guarnigione italo-tedesca si oppose con un'iniziale dura resistenza, che provocò diverse perdite tra gli attaccanti, ma il 20 giugno i superstiti ottennero il permesso di ripiegare sulla terraferma italiana, lasciando l'isola in mano agli Alleati.

## Antefatti
Le forze alleate del 15th Army Group, sotto il comando del generale Harold Alexander, entrarono a Roma il 4 giugno 1944 e obbligarono la 14 e la 10 Armée tedesche a ritirarsi verso l'Italia settentrionale. A questo successo fecero poi seguito gli ordini per attuare il prima possibile un'operazione di sbarco anfibio nel sud della Francia (l'Operazione Dragoon): il nucleo del 15th Army Group era rappresentato da 18 divisioni, ma la riduzione delle forze che lo sbarco sulle coste francesi avrebbe comportato compromise i piani di Alexander di raggiungere le difese tedesche della Linea Gotica nell'agosto 1944.
Una delle operazioni che potevano tuttavia essere portate a termine era l'invasione anfibia dell'isola d'Elba (nome in codice "operazione Brassard"'): inizialmente progettato per essere attuato il 25 maggio 1944, in contemporanea all'operazione Diadem, lo sbarco era stato tuttavia posticipato a causa della scarsa disponibilità di supporto aereo e per dare alle inesperte forze della Francia libera designate per l'operazione maggior tempo per addestrarsi. 

Scopi dell'azione dovevano essere il prevenire che i tedeschi trasformassero l'isola in una piazzaforte e di guadagnare una posizione avanzata per l'artiglieria degli Alleati da cui interdire il traffico navale nemico nella zona del canale di Piombino; non è chiaro se i tedeschi fossero a conoscenza delle intenzioni degli Alleati, ma Adolf Hitler «espresse molta importanza sul tenere l'Elba il più a lungo possibile» e il 12 giugno 1944 il comandante in capo tedesco in Italia, feldmaresciallo Albert Kesselring, ricevette l'ordine secondo cui «l'Elba doveva essere difesa fino all'ultimo uomo e l'ultima cartuccia». Il 14 giugno rinforzi tedeschi furono trasportati all'Elba da Pianosa, una mossa che sfuggì ai servizi d'informazione degli Alleati i quali ritennero che i movimenti navali nemici tra le isole e la terraferma fossero in realtà il prologo di una evacuazione.

## Forze in campo

### Alleati
Responsabile navale dell'operazione Brassard fu designato il viceammiraglio della Royal Navy Thomas Hope Troubridge, la cui "Force N" avrebbe appoggiato lo sbarco della divisione francese designata per l'assalto anfibio, ovvero la 9e division d'infanterie coloniale comprendente il 4º e 13º Reggimento dei Tirailleurs sénégalais, un battaglione di commando francesi, un battaglione di goumier marocchini e 200 muli per i servizi logistici; a causa dei bassi fondali, non potevano essere impiegate grosse unità navali da guerra o da trasporto, e l'unico supporto di fuoco navale sarebbe arrivato da alcuni mezzi da sbarco equipaggiati con lanciarazzi e dalle cannoniere classe Insect HMS Aphis e HMS Cockchafer. Le forze navali furono divise in tre gruppi:
- il Group 1 comprendeva alcune motosiluranti britanniche (Motor Torpedo Boat) e statunitensi (PT boat), le quali avrebbero condotto un'azione diversiva e sbarcato i commando francesi sul lato nord dell'isola, dove avrebbero neutralizzato le batterie d'artiglieria qui appostate[4];
- il Group 2 doveva comprendere cinque Landing Craft Infantry (LCI) e otto motolance ciascuna delle quali rimorchiava un Landing Craft Assault (LCA) carichi di truppe; il loro obbiettivo erano quattro spiagge situate lungo la costa meridionale dell'isola[4];
- il Group 3 comprendeva il nucleo centrale della forza, con quattro Landing Ship Tank (LST) e tre motolance che rimorchiavano altrettanti Landing Craft Support; questo contingente avrebbe sbarcato le truppe su due spiagge denominate Kodak Amber e Kodak Green alle 04:00, per poi essere seguiti alle 04:30 da un secondo contingente a bordo di 28 LCI e, dopo l'alba, da una terza forza su 40 LCT con a bordo l'equipaggiamento pesante[4].

Nella riunione tenuta immediatamente prima degli sbarchi, Troubridge disse di aspettarsi che le postazioni di artiglieria costiera dei tedeschi sarebbero state neutralizzate dagli attacchi aerei e dei commando, e che inoltre la guarnigione dell'isola si componeva di soli 800 uomini in maggioranza appartenenti a etnie non tedesche, e che quindi non avrebbero offerto molta resistenza.
L'azione degli Alleati fu in parte agevolata dalla collaborazione informativa di alcuni partigiani elbani come Dino Barsalini di Sant'Andrea e Riccardo Spinetti di San Piero; quest'ultimo possedeva una rudimentale postazione radio antitedesca in una grotta di Pietra Murata.

### Asse
La guarnigione tedesca a difesa dell'isola, agli ordini del generale Franz Gall, era composta da 2000 uomini: 2 battaglioni (902° e 908°), un reparto di artiglieria costiera (il 616 Marine Artillerie Abteilung), una batteria speciale dell'Esercito e due batterie del Flak Abteilung 192°; erano inoltre installate alcune postazioni radar gestite da specialisti della Luftwaffe.
Vi era assieme ai tedeschi la guarnigione italiana composta da circa 750 uomini: il 6º Battaglione Difesa Costiera, una compagnia di bersaglieri distaccata dal 5º Battaglione Difesa Costiera di presidio fra Piombino e Livorno, la 4ª batteria del 5º Gruppo Artiglieria Costiera, due compagnie genieri del 116º Battaglione F.C. e due compagnie del 58° bis Battaglione L.L., una compagnia mobile della GNR, 4 distaccamenti con carabinieri/militi e circa 200 marinai distaccati presso le batterie costiere suddivisi in due settori - ovest (S.T.V. Leoncini), est (G.M. Cavallo).

## L'operazione

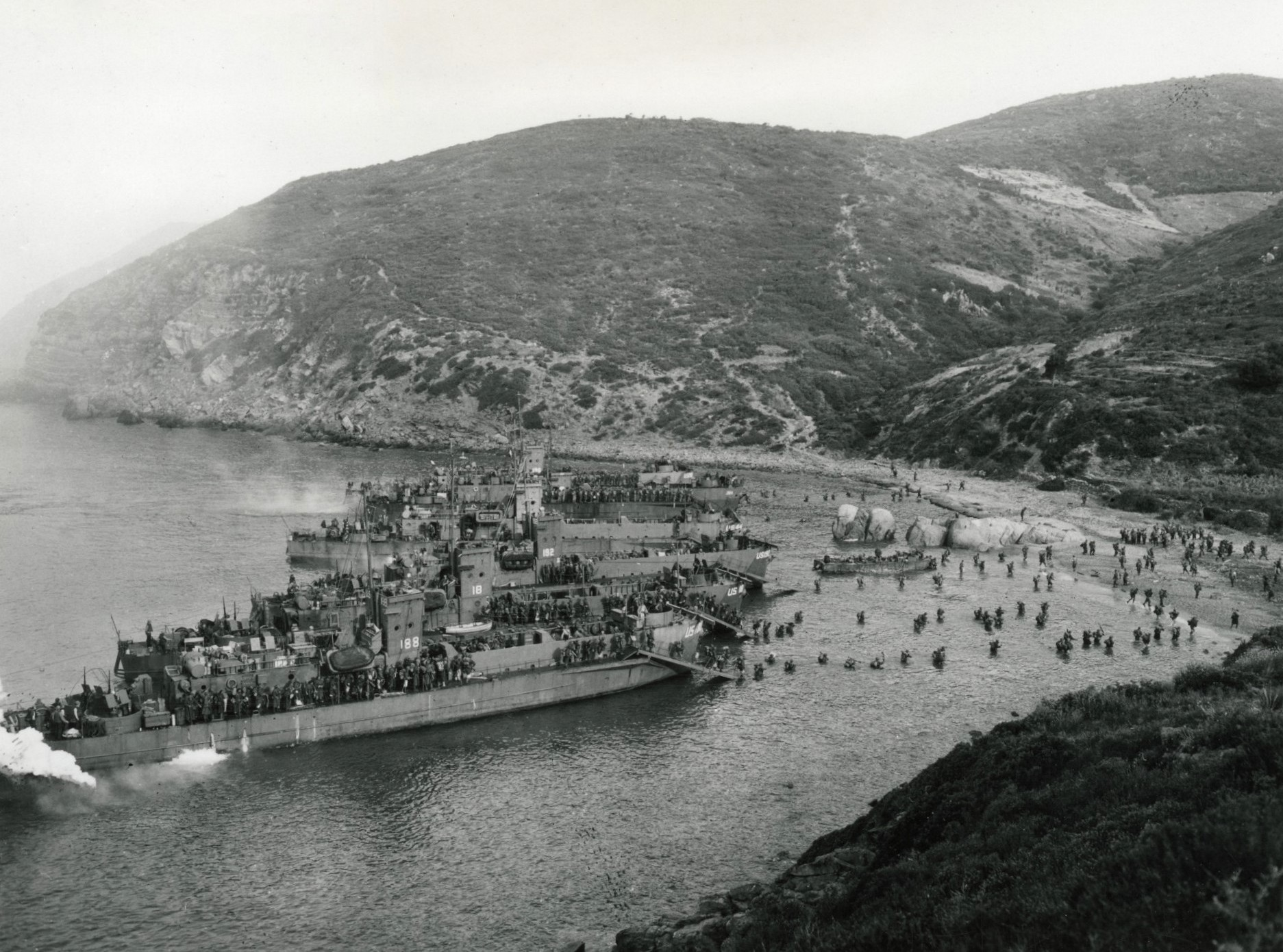
Le truppe francesi sbarcano sulle coste dell'Elba (spiaggia di Fonza) il 17 giugno 1944.

Il 16 giugno, giorno prima dell'invasione, aerei da ricognizione tedeschi avvistarono due dei gruppi da sbarco in navigazione nel mar Tirreno, ma li scambiarono per normali convogli alleati in servizio sulla rotta Napoli-Bastia; per mantenere la sorpresa, gli Alleati non lanciarono alcun attacco aereo preventivo fino alla notte tra il 16 e il 17 giugno, quando 26 Vickers Wellington bombardarono Portoferraio e Porto Longone. 

Partite dalla Corsica alle 23:20 del 16 giugno, le prime imbarcazioni delle 270 unità della flotta d'invasione arrivarono al largo delle coste dell'Elba alla mezzanotte del 17 giugno, quando le unità del Group 1 sbarcarono 87 uomini del Bataillion de Choc francese su dei gommoni 800 metri al largo del promontorio dell'Enfola; le motosiluranti iniziarono quindi a stendere una cortina fumogena che doveva servire a distrarre i difensori tedeschi. Alle 03:15, altre tre imbarcazioni iniziarono a stendere una cortina fumogena a nord di Portoferraio; mentre le batterie tedesche aprivano il fuoco su una PT boat intenta a ritirarsi, quattro altre motosiluranti diressero sulla rada di Portoferraio per simulare uno sbarco di truppe nel porto, lanciando salve di razzi e gettando fuori bordo dei pupazzi in modo da dare l'impressione che dei soldati stessero guadagnando la riva nell'acqua alta.
L'attacco francese contro le difese di Marina di Campo iniziò con il lancio simultaneo di centinaia di razzi sparati da bordo delle navi. Tuttavia le batterie costiere italo tedesche e particolarmente quelle del G.M. Cavallo di Monte Paglicce e San Piero in Campo, reagirono con efficacia e precisione colpendo subito due mezzi da sbarco LCA e incendiandone altri due. La prima ondata venne accolta dal tiro di armi automatiche e mortai che bloccarono sulla spiaggia i senegalesi trovatisi subito in gravi difficoltà. La zona prescelta, come altre dell'isola che si prestavano a sbarchi, era stata da mesi organizzata a difesa con campi minati, reticolati, postazioni per armi automatiche, ricoveri: un buon lavoro compiuto da un battaglione lavoratori che aveva in precedenza fortificato l'Elba. L'11e RTS, sbarcato fra Punta di Mete e Punta di Nercio, venne ben presto a trovarsi in una drammatica situazione, bloccato in avanti dalle difese e colpito alle spalle dalle artiglierie piazzate a Galenzana, Monte Tambone, Lentisco. Fu necessario sbarcare i commando del Bataillon de choc a Cala del Fico per alleggerire la pressione esercitata fra Capo di Poro e Capo di Fonza, zona questa interessata alle operazioni da sbarco. La nuova zona prescelta per i commando era situata nel golfo di Lacona, che minacciava pericolosamente alle spalle il presìdio e le batterie di Monte Tambone.
Lungo la costa meridionale dell'isola, la forza principale stava approcciando le spiagge dello sbarco quando, alle 03:38, un razzo di segnalazione fu sparato dalla riva e le truppe tedesche aprirono il fuoco sulle imbarcazioni. I Royal Naval Commandos delle unità "Able 1" e "Oboe 3", con il commando "Able 2" in riserva, presero terra alle 03:50 e diressero alla volta del loro obiettivo, la nave contraerea tedesca Köln che, attraccata davanti Marina di Campo, teneva sotto tiro entrambe le spiagge dello sbarco con il suo potente armamento e la cui neutralizzazione era quindi un obiettivo vitale per la riuscita dell'operazione; il commando Able 1 diresse per catturare la nave mentre il commando Oboe 3 doveva prendere il molo e respingere qualunque contrattacco tedesco. Una volta entrate nella rada di Marina di Campo le due imbarcazioni che trasportavano i commando si ritrovarono sotto un pesante fuoco tedesco e una di esse, colpita, finì con l'arenarsi; gli uomini riuscirono comunque a portarsi a riva e a portare a termine la cattura della Köln rapidamente, ma dovettero fermarsi ad aspettare i rinforzi francesi prima di poter mettere in sicurezza l'abitato di Marina di Campo.
Gli LCVP con a bordo i reparti francesi sbarcarono all'orario previsto, ma si ritrovarono sotto un pesante fuoco di mitragliatrici e di cannoni 8,8 cm FlaK tedeschi; per le 07:00 i difensori tedeschi appostati sulle colline dietro la spiaggia Kodak Amber avevano forzato le truppe da sbarco a ritirarsi protette da una cortina fumogena, mentre l'inteso fuoco difensivo spingeva le ondate successive a dirigere sulla spiaggia Kodak Green ingorgando la ridotta testa di ponte. Ritardi vari e il fuoco tedesco non consentirono di completare le operazioni di sbarco fino alle 14:00.

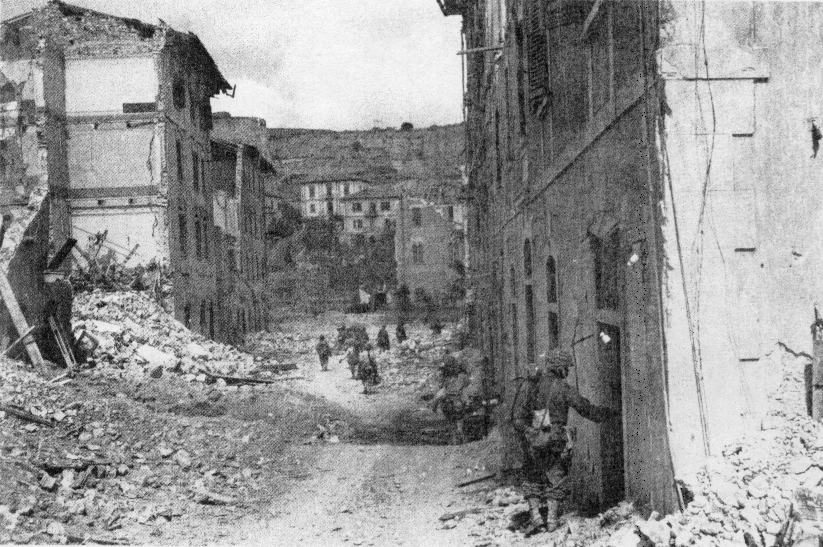
Le truppe francesi entrano a Portoferraio il 18 giugno

Ignari della situazione sulle altre spiagge dello sbarco, i Royal Naval Commandos a Marina di Campo dovettero attendere diverse ore prima che le unità francesi arrivassero per ricongiungersi a essi e mettere in sicurezza tutta l'area, e fu in questo frangente che i britannici soffrirono il grosso delle perdite: i commando si ritrovarono sotto un continuo fuoco d'artiglieria e di armi leggere il quale si crede causò l'esplosione di due cariche da demolizione piazzate lungo il molo, la cui detonazione aprì un buco di 9 metri nel cemento e uccise quasi tutti i commando e i loro prigionieri; l'esplosione appiccò il fuoco alla Köln, e fece saltare le riserve di munizioni stivate a bordo.
A due ore dallo sbarco, i commando francesi avevano raggiunto la cresta del Monte Tambone, una cima dell'Elba da cui si dominavano le spiagge dello sbarco liberando in tal modo i senegalesi dalla critica situazione e permettendo una più rapida avanzata rispettivamente del 2e e 1er Groupes tactiques sino alla strada provinciale Marina di Campo-Lacona. Il generale Gall ritirò dalla zona ovest il grosso delle forze qui dislocate, trasferendole nella parte centrale dell'isola, a ridosso di Portoferraio, per tentare di fronteggiare la minaccia che si dimostrava sempre più concreta nel settore centrale, aggravata dalla presenza di una formazione navale apparsa davanti al capoluogo dell’isola come deterrente psicologico, ma bersagliata dal tiro delle batterie costiere di Monte Strega comandate dal sottotenente di vascello Leoncini della Marina Nazionale Repubblicana.
I primi reparti francesi entrarono a Portoferraio già il 18 giugno, e l'isola fu messa in sicurezza entro il giorno seguente; i combattimenti sulle colline tra tedeschi e senegalesi si svolsero a distanza ravvicinata, e gli Alleati fecero largo uso di lanciafiamme per avere ragione dei nemici trincerati. Il 19 giugno il comandante tedesco, generale Gall, ottenne il permesso dal comando supremo di evacuare quanto rimaneva delle sue truppe; entro il pomeriggio del 20 giugno, circa 400 tedeschi riuscirono quindi a lasciare l'isola e raggiungere il continente. La notte del 30 giugno 1944 due MAS italiani tentarono di affondare le navi al porto della Darsena ma intervennero le PT boat statunitensi che colpirono il MAS 562 provocando perdite tra l'equipaggio mentre il MAS 531 riuscì a sfuggire alla manovra statunitense e a rientrare a Livorno. Il MAS 531 venne poi catturato assieme al capitano C. Biffignardi.

## Conseguenze
Vi sono diversi dubbi sull'utilità dell'Operazione Brassard: l'avanzata delle forze statunitensi della 5th Army oltre Grosseto aveva reso impossibile per i tedeschi tenere a lungo il controllo dell'isola d'Elba. 
Le forze tedesche che difendevano l'isola ammontavano a due battaglioni di fanteria, alcune truppe da difesa statica e diverse batterie d'artiglieria costiera per un totale di circa 60 cannoni di medio e grosso calibro; nei combattimenti per l'isola i tedeschi ebbero 500 morti e persero altri 1 995 uomini come prigionieri di guerra, mentre le perdite francesi ammontarono a 252 morti o dispersi e 635 feriti, con i britannici che lamentarono 38 morti e nove feriti. Il generale Jean de Lattre de Tassigny, che aveva guidato le operazioni di terra all'Elba, fu poi messo a capo della 1re Armée francese durante gli sbarchi nel sud della Francia.

## Le violenze perpetrate dopo lo sbarco
Oltre alla memoria popolare, un rapporto dell'Arma dei Carabinieri a firma del comandante generale Taddeo Orlando, redatto a Roma il 21 settembre 1944, riporta: «Il 17 giugno 1944, alle ore 2 circa, avevano inizio le operazioni militari per la liberazione dell'Elba, che, superata la difesa – in alcune zone accanita – dei reparti tedeschi e repubblicani, veniva completamente liberata il 19 successivo. Le operazioni furono compiute da una divisione di fanteria coloniale degaullista, su due brigate (17 400 uomini), appoggiata da oltre 10 batterie di medi e grossi calibri. Trattavasi di truppe di colore (senegalesi e marocchini) inquadrate da ufficiali francesi, molti dei quali còrsi. 

Terminate le operazioni, queste truppe si abbandonavano, verso la popolazione dell'isola, ad ogni sorta di eccessi, violentando, rapinando, derubando, depredando paesi e case coloniche, razziando bestiame, vino, ed uccidendo coloro che tentavano opporsi ai loro arbitri. Dettero l'impressione alla popolazione atterrita di voler sfogare un profondo sentimento di vendetta e di odio. Gli ufficiali assistettero indifferenti a tanto scempio, soliti rispondere a coloro che ne invocavano l'intervento: È la guerra… sono dei selvaggi… non c’è nulla da fare… questo è nulla in confronto a ciò che hanno fatto gli italiani in Corsica. I più accaniti si dimostrarono i còrsi.
Nella popolazione – che aveva atteso con ansia, durante lunghi mesi di persecuzione tedesca, il momento della liberazione – corse un'ondata di indignazione. Abbandonata, si ritirò, dalle case, sulle montagne e attese il ritorno alla normalità, che si ebbe solo con le partenze di questi reparti, avvenuta 25 giorni dopo. Perché gli eccessi commessi e specie gli atti di libidine compiuti siano noti alle autorità centrali, l’Arma locale ha compiuto al riguardo diligenti accertamenti che hanno dato il seguente risultato statistico: […] Violenze commesse su donne, ragazze e bambini: n. 191 casi; oltre 30 tentate violenze su donne ed una su bambino; […] in Capoliveri, ucciso il padre che tentava opporsi alla violenza su una figlia (egualmente violata dopo l'assassinio del genitore); in Portolongone, uccisi due uomini che cercavano di impedire violenze sulle loro spose; in Campo Elba, uccisi due uomini che tentavano opporsi alle violenze sulle loro donne, ed altro uomo che voleva impedire il saccheggio della propria casa; in Portoferraio ucciso il padre che tentava opporsi alla violenza sulla propria figlia; trucidati due uomini mentre, da un rifugio, cercavano raggiungere la propria abitazione per prendervi generi da mangiare; ucciso un giovane studente da un sottufficiale còrso perché la di lui madre piangesse; sempre in Portoferraio – durante il coprifuoco – un soldato marocchino, infine, freddava, con due colpi di fucile, una ragazza del luogo ed un sottufficiale francese che si accompagnava con lei […].»